# PAOK Salònica BC
El PAOK Salònica BC és la secció de bàsquet de la societat poliesportiva grega P.A.O.K. de Salònica. Va ser fundat el 1928 per refugiats grecs que van fugir de Constantinoble, després de la Guerra greco-turca (1919-1922).
Al llarg dels anys, el club s'ha consolidat com un dels grans clubs grecs, sobretot a causa dels seus èxits en competicions d'àmbit europeu. En nivell nacional ha guanyat dos lligues i tres copes. En competicions internacionals, el PAOK ha aconseguit dos títols europeus: la Recopa d'Europa de 1990–91 i la Copa Korać de la temporada 1993-94.

## Palmarès
- Recopa d'Europa
  - Campions (1): 1990–91
  - Finalistes (2): 1991–92, 1995–96
- Copa Korać
  - Campions (1): 1993-94
- Lligues gregues
  - Campions (2): 1958–59, 1991–92
  - Finalistes (8): 1959–60, 1987–88, 1988–89, 1989–90, 1990–91, 1993-94, 1997–98, 1999–00
- Copes gregues
  - Campions (3): 1983-84, 1994–95, 1998–99
  - Finalistes (5): 1981–82, 1988–89, 1989–90, 1990–91, 2018–19

## Jugadors destacats

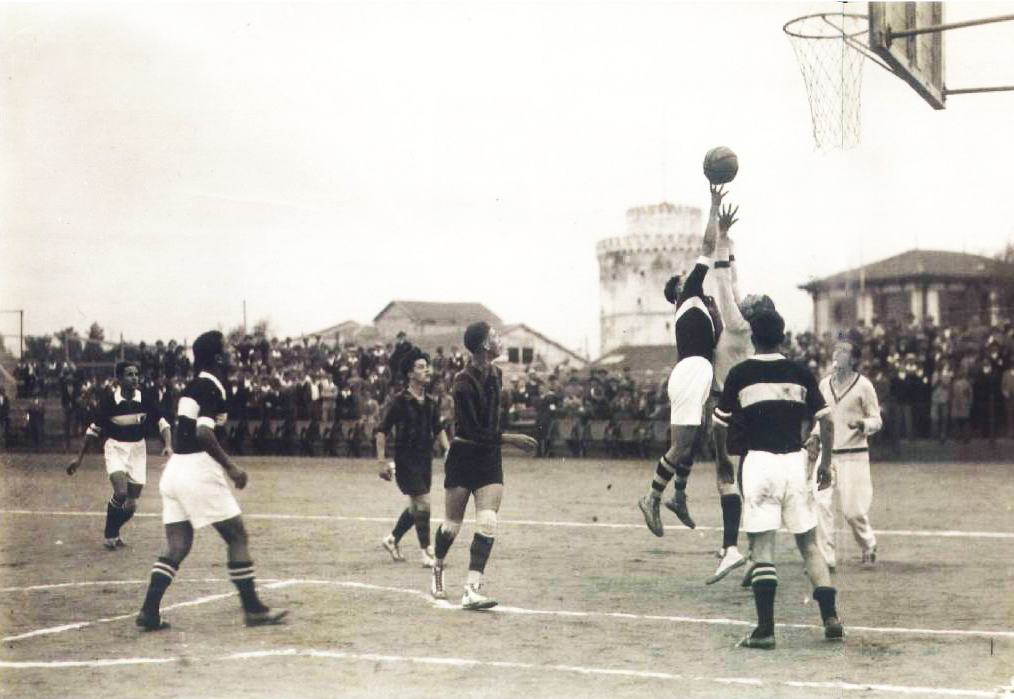
Partit del PAOK BC al 1928

- Lukàs Mavrokefalidis
- Rasho Nesterovic
- Efthimios Rentzias
- Zoran Savic
- Sofoklís Skhortsanitis
- Peja Stojakovic
- Dejan Tomašević
- Kostas Vassiliadis